# 大运河水梦园湿地
大运河水梦园湿地是一座正在建设的湿地公园，位于北京市通州区潞城镇七级村沟南北两侧，西起减运沟，东至潞城中路。湿地公园总面积355.8亩，将新增造林，主要包括移植常绿乔木5株、落叶乔木88株，新植常绿乔木1132株， 落叶乔木4532株、亚乔木19株、灌木778株、地被10.4万平方米，还会建设配套服务设施、灌溉及电气工程等。总投资5836万元。